# هيذر يوهانسن
هيذر يوهانسن (بالإنجليزية: Heather Johansen) هي ممثلة و عارضة أزياء أمريكية من مواليد 15 مارس 1989 في لوس أنجلوس، كاليفورنيا بدأت مشوارها كموديل وبعدها ظهرت في عديد من أعلانات التجارية. دخلت مجال السينمائي في عام 2014 فشاركت في عديد من الأعمال المتنوعة و غيرها من الأفلام.

## أعمالها
| افلام            | الدور/الوظيفة | سنة الانتاج |
| الحرب مع الجد    | الأم الشابة   | 2019        |
| مركز الطوارئ     | ممرضة راشيل   | 2019        |
| أرسنال           | كريستي        | 2017        |
| قتل للمرة الأولى | الممرضة كايل  | 2017        |